# Lomographa orientalis
Lomographa orientalis là một loài bướm đêm trong họ Geometridae.